# 후나키촌 (에히메현)
후나키촌(船木村)은 에히메현 니이군에 설치된 촌이다. 